# Масаринка
Масаринка (Мосаринка, в верховье Ирека) — река в России, протекает по Мари-Турекскому району Республики Марий Эл. Устье реки находится в 87 км по правому берегу реки Уржумка. Длина реки составляет 22 км.

## Течение
Исток реки находится в 5 км к северо-западу от села Большой Карлыган близ границы с Татарстаном. Высота истока — 158,5 м над уровнем моря. Река течёт на север и северо-запад, до впадения Руянки также именуется Ирекой. Притоки — Барабошка, Руянка (левые). Протекает деревни Лом, Семёновка, Талый Ключ, Русская Мосара, Ивская Вершина, Нижняя Мосара, Тошкем. В деревне Нижняя Мосара на реке плотина и запруда. Впадает в Уржумку ниже села Большое Опарино.

## Этимология
По мнению И. С. Галкина, название реки происходит от коми мӧсьӧр (низина) и означает «река, текущая в низине».

## Данные водного реестра
По данным государственного водного реестра России относится к Камскому бассейновому округу, водохозяйственный участок реки — Вятка от водомерного поста посёлка городского типа Аркуль до города Вятские Поляны, речной подбассейн реки — Вятка. Речной бассейн реки — Кама.
Код объекта в государственном водном реестре — 10010300512111100038248.